# Guilherme Arantes
 (septembre 2017).
Si vous disposez d'ouvrages ou d'articles de référence ou si vous connaissez des sites web de qualité traitant du thème abordé ici, merci de compléter l'article en donnant les références utiles à sa vérifiabilité et en les liant à la section « Notes et références ».
Pour les articles homonymes, voir Arantes.
Guilherme Arantes, né le 28 juillet 1953, est un chanteur, pianiste et musicien brésilien.

## Discographie
- Guilherme Arantes - (SIGLA, Som Livre) - 1976
- Ronda Noturna - (SIGLA, Som Livre) - 1977
- A Cara e a Coragem - (WEA, WB Records) - 1978
- Guilherme Arantes - (WEA, WB Records) - 1979
- Estatísticas (CD) - (WEA) - 1979
- Coração Paulista - (WEA, WB Records) - 1980
- Deixa Chover (CD) - (WEA, Elektra) - 1981
- Planeta Água (CD) - (WEA, Elektra) - 1981
- Guilherme Arantes - (WEA, Elektra) - 1982
- Pedacinhos/Tão Blue (CD) - (SIGLA, Som Livre) - 1983
- Ligação - (SIGLA, Som Livre) - 1983
- Fio da Navalha (CD) - (SIGLA, Som Livre) - 1984
- Xixi nas Estrelas (CD) - (SIGLA, Som Livre) - 1984
- Despertar - (CBS) - 1985
- Calor - (CBS) - 1986
- Guilherme Arantes - (CBS) - 1987
- Romances Modernos - (CBS) - 1989
- Pão - (CBS) - 1990
- Meu Mundo e Tudo Mais (live) - (CBS) - 1990
- Crescente - (EMI, Odeon) - 1992
- Castelos - (Sony Music, Columbia) - 1993
- Clássicos - (Polygram, Mercury) - 1994
- Outras Cores - (Polygram, Polydor) - 1996
- Maioridade - (acoustique) (Polygram, Globo/Polydor) - 1997
- Guilherme Arantes - (PlayArte Music) - 1999
- Guilherme Arantes Ao Vivo (Salvador/BA) - (PlayArte Music) - 2000
- New Classical Piano Solos - (Verde Vertente, Sony Music) - 2000
- Guilherme Arantes Ao Vivo (DVD) - (Teatro Mars/SP) - (Sony Music, EPIC) - 2001
- Guilherme Arantes Ao Vivo (CD) - (Teatro Mars/SP) - (Sony Music, EPIC) - 2001
- Aprendiz - (Som Livre) - 2003
- Lótus - (Coaxo de Sapo, Som Livre) - 2007
- Intimidade (DVD) - (Som Livre) - 2007
- Intimidade (CD) - (Som Livre) - 2007
- Condição Humana - (Coaxo do Sapo) - 2013